# C/2016 R2 (PANSTARRS)

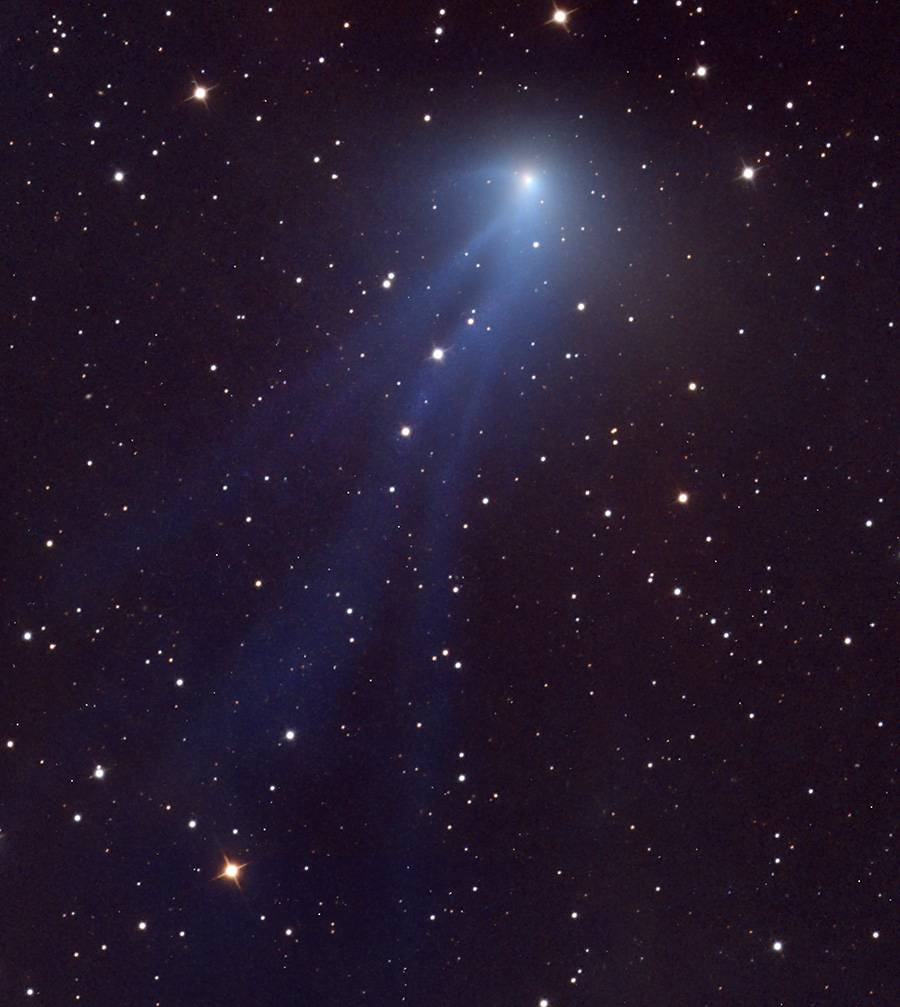
Sao chổi C/2016 R2 (PANSTARRS).

C/2016 R2 (PANSTARRS) là một sao chổi, được phát hiện bằng kính viễn vọng Pan-STARRS vào ngày 7 tháng 9 năm 2016. Sao chổi gần đây đã thu hút sự chú ý của nhiều nhà thiên văn học khi nó tiếp cận điểm gần mặt trời nhất vào tháng 5 năm 2018. Nó đã được quan sát thấy có một cái đuôi rất phức tạp, được đề xuất là do thời gian quay nhanh của hạt nhân. Sao chổi quay quanh Mặt trời trên quỹ đạo 20.000 năm, đưa nó ra khoảng 740 AU (khoảng cách Mặt trời-Trái Đất). Nó được tìm thấy khác với các sao chổi điển hình và được phát hiện là rất giàu carbon monixide (CO) với tình trạng hôn mê màu xanh.
Màu xanh lam mặc dù đến từ lượng carbon monoxide phong phú bị ion hóa. Sao chổi cũng được ghi nhận là giàu nitơ. Sao chổi được quan sát bằng kính viễn vọng bước sóng dưới cỡ vào cuối những năm 2010. Sao chổi thực hiện cách tiếp cận gần nhất với Mặt trời vào tháng 5 năm 2018 và đuôi màu xanh, màu xanh lục và bụi của nó được ghi nhận là một mục tiêu thiên văn. Sao chổi màu xanh là một loại sao chổi ít phổ biến hơn.